# Gustavo Bendlin
José Gustavo Ernesto Francisco Bendlin Souza (Asunción, 24 luglio 1935 – 1972) è stato un cestista paraguaiano.

## Carriera
Con il Paraguay ha disputato i Campionati del mondo del 1954, segnando 34 punti in 5 partite.